# 黑腹鱊
黑腹鱊（学名：Acheilognathus melanogaster）为輻鰭魚綱鯉形目鱊科鱊屬的其中一種，被IUCN列為易危保育類動物，該物種於1860年由彼得·布莱克尔描述及命名，主要分布於亞洲日本淡水及半鹹水水域，體長可達5.3公分，雌魚有產卵器，這是一種管狀器官，用於在雙殼貝體內產卵，幼魚會留在殼內，直到能夠游泳並獨立生活。

## 扩展阅读
維基物種上的相關：黑腹鱊
1. ↑  Miyazaki, Y., Nakajima, J., Takaku, K. & Taniguchi, Y. 2019. Acheilognathus melanogaster. The IUCN Red List of Threatened Species 2019: e.T169610A114824825. Downloaded on 23 July 2019.